# Menumorut

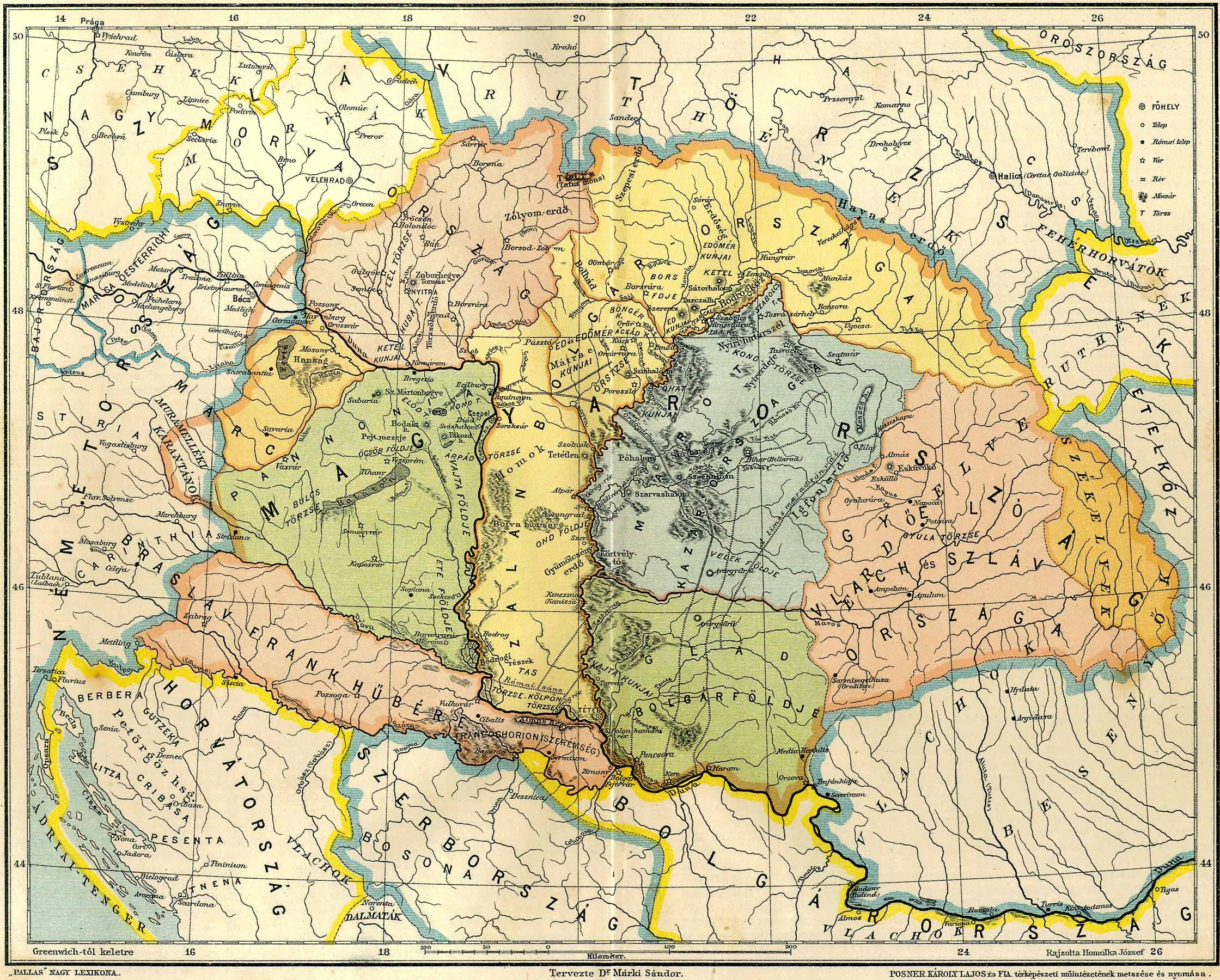
Mapa przedstawiająca Węgry w czasach opisywanych przez Gesta Hungarorum.

Menumorut (węg. Ménmarót) – rzekomy władca słowiański, wymieniany w najstarszej kronice węgierskiej Gesta Hungarorum, potomek Morouta. Miał panować na obszarze Biharu, w dorzeczu Cisy, Maruszy i Samoszy (północno-wschodnie Węgry na pograniczu z Rumunią) w czasie najazdu Madziarów pod wodzą Arpada.
Wkraczający na teren Niziny Węgierskiej Arpad miał wysłać do Menumoruta poselstwo z prośbą o odstąpienie mu ziem na których mogliby osiedlić się Madziarowie. Gdy ten odmówił, został przez Madziarów najechany i wyparty z Biharu, pomimo że jego wojska pobiły najeźdźców w bitwie pod Szeghalom nad rzeką Keresz. Menumorut próbował szukać schronienia w Grecji, ale na wieść o pokonaniu przez Madziarów Panończyków, Karantańczyków i Morawian zawarł pokój z Arpadem i oddał swoją córkę za mąż synowi Arpada, Zoltánowi. Sam władał księstwem biharskim jeszcze przez dwa lata, a gdy zmarł, jego dziedzicem został Zoltán.
Krytycy autentyczności przekazu zawartego w Gesta Hungarorum wskazują, że imię Menumorut jest stworzoną przez kronikarza na bazie nazwy geograficznej ogólną personifikacją państwa wielkomorawskiego, a nie imieniem historycznego władcy.